# ティーンエイジ・ミュータント・ニンジャ・タートルズ (2012年のアニメ)
『ティーンエイジ・ミュータント・ニンジャ・タートルズ』は、2012年9月29日から2017年11月12日までニコロデオンで放送されたテレビアニメのシリーズである。全124話。
本作は1984年に出版されたケヴィン・イーストマンとピーター・レアードによる漫画『ティーンエイジ・ミュータント・ニンジャ・タートルズ』を原作としており、ニコロデオンが4KIDSTV（旧：Fox Box）とミラージュ・スタジオから権利を取得したことによりテレビアニメ化が実現した。
日本では「ミュータント タートルズ」のタイトルでテレビ東京系列において2014年4月4日から9月26日までシーズン1の全26話のみ放送された。その後、2015年9月よりAmazon.comプライムビデオからシーズン1の全26話分が配信開始され、以降のシーズンの配信も予定されている。また、2017年5月18日から2019年9月14日までの期間には、ディズニーXDにて全シーズン分が放送された。

## 内容
従来のアニメシリーズとは異なり、フルCGアニメーションとなっているため、デザインが今までと大きく異なっている。また、怒りマークをはじめとする漫符の多用といった日本の漫画から影響を受けた演出がある一方、驚いたときに雷のマークが発生する点についてはコンピュータゲーム『バットマン:アーカム』シリーズからの影響を指摘する意見もある。瞳が描かれていたり（ただし白目になることもある）、ピザ好きという設定が強調されるなど、1987年版を思わせる要素も含まれているほか、声優によるアドリブなどもある。一方で、従来のシリーズにおいてエイプリルが大人の女性として描かれていたのに対して本作ではティーンエイジャーとして描かれているほか、ミケランジェロとドナテロの武器が若干変わっている。シーズン1は全体的にコミカルな話が多かった一方、シーズン2以降からシリアスな話や怖い話が増えた。

## あらすじ

### シーズン1（#1－#26）
忍術の達人、ヨシ・ハマトはニューヨークのマンハッタンで4匹の亀を買った帰り道にクランゲというエイリアンに遭遇する。クランゲからの襲撃の際にヨシ・ハマトと4匹の亀は「ミュータジェン」という化学物質にかかってしまい、ヨシ・ハマトは人型の茶色い鼠に、4匹の亀は人型の亀にミュータント化した。鼠になってしまったヨシ・ハマトは自身を「スプリンター」と名乗り、ニューヨークの下水道の地下室を隠れ家に4匹の亀を育て、忍術を伝授した。
その事件から15年間、忍術の修行を経て15歳になった4匹の亀「タートルズ」のレオナルド、ラファエロ、ドナテロ、ミケランジェロはスプリンターから地上に出る許可が下る。地上ではクランゲがニューヨーク侵略計画の一環としてミュータジェンを使用していることを知り、更にタートルズと同じ年の少女エイプリル・オニールと父親のカービーがクランゲに誘拐されてしまう。タートルズは2人の救出を実行し、カービーの救出には失敗したがエイプリルの救出には成功。エイプリルはタートルズの味方になり、スプリンターからくノ一の訓練を受けながらタートルズの協力者となる。タートルズはニューヨークの平和を守るために影のヒーローとして夜間のみ地上でパトロールをし、街の不良集団「パープルドラゴンズ」やクランゲ、さらにミュータント化した凶暴な生物を倒していく。
一方日本にいたスプリンターの長年の宿敵シュレッダー（サワキ・オロク）はニューヨークにスプリンターの弟子（タートルズ）がいることをニュースで知る。シュレッダーはスプリンターへの復讐を果たすために彼が率いるフット軍団と共にニューヨークへ渡来し、娘のカライ、武術マスターのクリス・ブラッドフォード、ブラジル出身の不良ゼバー、マッドサイエンティストのバクスター・ストックマンを仲間にタートルズを幾度も襲撃する。カライを通してクランゲの存在を知ったシュレッダーは、スプリンターとタートルズを破壊するためにクランゲと同盟を結ぶ。
タートルズはクランゲがニューヨークで拠点であるTCRIというビルを建設したことを発見し、そこで手に入れたデータでエイプリルがクランゲに狙われていることを知ると同時にカービーの救出に成功する。クランゲの目的は、地球を侵略しクランゲ種族に適した環境に変えることだった。タートルズは間一髪でクランゲの壮大な計画を止め、勝利を収る。一方スプリンターはシュレッダーとの死闘の際に、カライが自分の娘ミワであることを知る。

### シーズン2（#27－#52）
クランゲに勝利してから一ヶ月の間タートルズはパトロールを怠っていた、しかしクランゲはニューヨークの海底でまだ生き残っていた。クランゲ達は浮遊船でニューヨークの町中に大量のミュータジェンをばら撒いた。タートルズはその計画を阻止しようとするが失敗、カービーはその影響でコウモリにミュータント化し、エイプリルはタートルズとの友情を断ち切ってしまう。
一方シュレッダーは一時的に日本に帰国し、不在の間カライに軍団の首領を任せる。カライはクランゲ達の協力でフットロボを完成させタートルズを襲うが、レオナルドからスプリンターは実の父親だということを告げられる。学校で出会ったスポーツ万能な少年ケイシー・ジョーンズと友達になったエイプリルは、帰宅途中にカライ率いるフット軍団の襲撃に合ってしまう。タートルズはエイプリル達のピンチを救ったことで和解、ケイシーを仲間に迎える。
日本から帰国したシュレッダーは、日本在住の殺し屋タイガー・クローを新しい副司令官としてフット軍団に迎え入れる。レオナルドから本性を知ったカライは受け入れずにいた。しかしタートルズから隠れ家に連れて行かれたときカライは初めて真実に気づき、実の父親であるスプリンターを騙したシュレッダーを単独で復讐するが力の差でシュレッダーに捕らえられてしまう。シュレッダーは脅しの餌としてタートルズの誰かを毒蛇のミュータントに変身させスプリンターを殺す計画のためにカライを生贄にする。カライの救出に向かったタートルズとスプリンターはシュレッダーと戦うが激しい戦闘の事故でカライにミュータジェンがかかってしまい、毒蛇にミュータント化し行方を晦ましてしまう。
ラファエロとケイシーが逃げたカライを捜索しに地上に出ている間クランゲはシュレッダーと手を組み、ニューヨーク侵略の膨大な計画を実行する。クランゲはカービーを含むニューヨークの人々をミュータジェン砲で突然変異させ始める。危機感を感じたエイプリルは学校の友達アルマとタートルズの隠れ家に避難するが、アルマの正体はクランゲのエリートスパイのロボットだった。クランゲはタートルズの隠れ家を破壊、タートルズは住み家を失ってしまう。クランゲの襲撃から一時逃亡に成功したタートルズだが、仲間を守ることを優先するレオナルドと巨大ロボットでクランゲを倒す作戦を実行しようとするドナテロの間で意見が対立。レオナルドは連絡の取れないラファエロとケイシーを探しに単独で地上に出るが、その様子を見ていたシュレッダー率いるフット軍団に立て続けに襲われ致命傷を負われる。ラファエロとケイシーは無事にドナテロ、ミケランジェロ、エイプリルと合流したが、スプリンターはシュレッダーとの戦いに敗れ下水道に流されてしまう。残されたタートルズとエイプリル、ケイシーは巨大ロボットでクランゲを倒す作戦を実行したが努力も敵わず、ニューヨークより北の森にあるエイプリルの別荘に移り住むことを余儀なくされた。

### シーズン3（#53－#78）
タートルズ達はクランゲとフット軍団の手によって侵略されたニューヨークからマサチューセッツ州ノースハンプトンにあるエイプリルの別荘に避難する。致命傷を負ったレオナルドは昏睡状態になり、その間ラファエロは彼が目を覚ますのを見守り続けた。3か月後レオナルドは目覚めたが、体力と精神の回復に時間が掛かってしまい、森の奇妙な生物との戦闘に苦戦してしまう。一方エイプリルは自身に超能力があることに気づき、その能力をコントロールできないか悩んでいた。レオナルドの発案でタートルズは森で3日間修行を経て己の精神を鍛え上げることに成功、ニューヨークに戻ることを宣言した。
ニューヨークに戻ったタートルズ達は記憶を無くしたスプリンターを見つけ、人間性と記憶を取り戻した後放棄されたアントニオのピザレストランに一時的に避難する。ディメンションXに飛ばされたニューヨーク市民を取り戻すためにTCRIに潜入したタートルズは亀のスラッシュ、ワニのレザーヘッド、猿のロックウェル、鳩のピートら4匹のミュータントチーム「マイティ・ミュータニマルズ」に遭遇。彼らの協力でタートルズはクランゲを全員ディメンションXに追放し、ニューヨーク市民を救出し街に平和を取り戻した。
フット軍団ではシュレッダーが旧知の仲であるアントン・ゼック（ビーバップ）とイワン・ステランコ（ロックステディ）をそれぞれイボイノシシとサイのミュータントに変異させ、逃げたカライの捜索を命じ、カライの捕獲に成功する。バクスターが開発した洗脳芋虫でカライはシュレッダーの思うがままに操られ、スプリンター抹殺のためにタートルズに罠を仕掛けスプリンターを誘き寄せる。罠にかかったタートルズの危機を知ったスプリンターはエイプリルと共に救出に立ち向かい、洗脳されたカライとの対戦の末再びカライを見失ってしまう。
ラファエロはパトロール中、下水道に迷い込んだトリケラトプスのミュータント、ゾグに遭遇する。ゾグはクランゲ帝国の別の帝国組織「トリケラトン帝国」の軍人であり、クランゲが再び地球侵略を計画していることを阻止することが目的だった。タートルズの協力でクランゲを倒したゾグ、しかし彼の本当の目的はクランゲを倒した後トリケラトン軍に地球を破壊するよう合図することだった。その後タートルズ達は元クランゲ軍のビショップからクランゲ軍とトリケラトン軍との長い戦いの歴史と、トリケラトン軍がクランゲ軍に侵略された地球を破壊することを警告する。トリケラトン軍はニューヨークのワシントンに降り立ち、巨大なブラックホール発生器の作動準備に取り掛かる。タートルズは地球の破壊を防ぐために味方のミュータニマルズや敵のフット軍団と共戦してトリケラトン軍と対決するが、シュレッダーは彼らを裏切り、ブラックホール発生器を止めようとしたスプリンターを復讐のために殺してしまう。その影響でブラックホール発生器が作動し、地球が破壊し始める。しかしタートルズとエイプリル、ケイシーは突如目の前に現れた宇宙船に救われた。その機長のロボットハニーカット教授（トーボーグ）は地球を救う機会を与えると宣言する。

### シーズン4（#79－#104）
トリケラトン軍が地球を破壊。タートルズ、エイプリル、ケイシーは突如現れたハニーカット教授の宇宙船に乗ったことで救われた。ハニーカット教授は宇宙船を使って時間を地球破壊の6ヶ月前に戻し、地球を救う最後のチャンスとして宇宙に散らばったブラックホール発生器を組み立てる3つの部品をトリケラトン軍が手に入れる前にタートルズ達に破壊するよう命令する。タートルズは宇宙用の戦闘服と武器を装備し、宇宙の冒険中に惑星セクトイドの悪党ドレッグ卿やトカゲのエイリアンモナリザなど様々な惑星の生物と出会い、宇宙で戦闘を続ける傍らブラックホール発生器の部品の回収を行った。一方エイプリルは古代イーオンの神秘的なクリスタルの断片を与えられ、備わっていた超能力をさらに増幅した。
地球が破壊された当日にブラックホール発生器の部品を無事に3つ回収したタートルズ。しかしトリケラトン軍やその仲間の奇襲で部品をすべて奪われてしまう。タートルズ達は急いで地球に戻り、過去のタートルズと力を合わせて戦闘に加担。シュレッダーに殺される前にスプリンターに警告し、スプリンターはシュレッダーの攻撃を回避し一命を取りとめると同時にブラックホール発生器の作動装置を止めた。ハニーカット教授は停止したブラックホール発生器を回収し、自らを犠牲にトリケラトン宇宙艦隊付近でブラックホール発生器を大爆発させ、トリケラトン帝国を消滅、地球の危機を救った。一方スプリンターを殺し損ね反撃を食らったシュレッダーは重傷を負い、フット軍団と共にニューヨークから姿を消す。
トリケラトンの侵略を阻止し、フット軍団が姿を消してから数週間が経過した。エイプリルはハマト一族のくノ一に昇進し、スプリンターから新たな武器として竜の刀を託された。エイプリルはカライがかつてフット軍団が拠点にしていた隠れ家に戻って友人の魔女シニガミと日本のフット軍団と共に自分を騙したシュレッダーへの復讐を計画していることを知る。タートルズとスプリンターは復讐は新たな危害を生むとカライを説得するも彼女は聞き入れなかった。
宇宙を冒険中に受け取ったクリスタルの影響でエイプリルは次第に精神が不安定になる。遂にエイプリルはクリスタルに精神を乗っ取られるが、その巨大な力を克服しクリスタルを粉砕。クリスタルの力が無くても自分で強力な超能力をコントロールできるようになった。
シュレッダーはフット軍団と新たな隠れ家に身を隠し、ストックマンから提供された特殊なミュータジェンを使用して回復を早め、スーパーシュレッダーに狂暴化した。シュレッダーはカライとミュータニマルズの隠れ家を破壊し、カライに重傷を負わせる。タートルズ、エイプリル、ケイシー、スプリンター、レザーヘッド、スラッシュは二手に分けて逃げ出したフット軍団とシュレッダーを捜索。しかしこれはシュレッダーとの対決に半数で立ち向かわせるフット軍団側の策略であった。ビルの屋上でスーパーシュレッダーと対決するラファエロ、エイプリル、ケイシー、スラッシュ、スプリンターはその圧倒的なパワーに悪戦苦闘。スプリンターはシュレッダーをビルから落とし、一時は勝利したと思われたが復帰したシュレッダーに反撃を食らい殺されてしまう。
スプリンターの死に悲しみに暮れるタートルズ達。途方に暮れたレオナルドはスプリンターの亡霊から自らチームを指導し、シュレッダーの息の根を止めることを告げられる。カライのお見舞いに来たタートルズは、カライからシュレッダーの隠れ家の場所を教えてもらい、エイプリル、ケイシーと共に新たな忍び装束を身に纏い最終決戦へと立ち向かう。隠れ家に到着したタートルズ達はフット軍団の奇襲を全て突破し、遂にシュレッダーとの決戦へ挑む。スーパーシュレッダーの圧倒的なパワーによって次々に場外へ落とされるタートルズ、残ったレオナルドはスプリンターの亡霊からの助言で覚醒しシュレッダーにとどめを刺す。長い復讐劇に終わりを迎えた。
タートルズはエイプリル、ケイシー、カライと次に待ち受けている脅威に備えながら、空に向かってスプリンターに声をかけた。

### シーズン5（#105－#124）
北米では「Tales of The Teenage Mutant Ninja Turtles」という副題が入る。時系列は第5話（#114）を除いてシーズン4以降だが、その後が詳しく明かされていなかったキャラクターが再登場する2～4話のオムニバス形式で描かれている。このためシリーズ全体のストーリーはなく、外伝的なシリーズとして制作されている。
北米の放送順は制作コードと異なる順番で放送されたが、本来は制作コードの順番が正しい。それに従い日本のディズニーXDでは制作コードの順番で放送され、各種配信サービスでも制作コードの順番で配信されている。

## 登場人物

### タートルズのメンバー
本作での品種はキスイガメ（diamondback terrapin）となっている。また首・手足の出し入れも可能（1987年版でもたまに首を出し入れしているシーンが存在する）。声は：英語版/日本語吹き替え版の順。
レオナルド（Leonardo）
声 - ジェイソン・ビッグス、ドミニク・カットラムボーン（シーズン2）、セス・グリーン（シーズン3）/関智一
長男。タートルズの最年長リーダー。瞳の色は青。一人称は「俺」。1987年版や2003年版同様に真面目な性格である一方、他のメンバーとじゃれ合ったり軽口や冗談を言うなど年相応の明るさや感情も持つ。
テレビアニメのヒーローに憧れており、リーダー選出の際は率先して立候補するほどのヒーローオタクである。格好つけようとして他の3人から突っ込まれることも多い。自信過剰な面が強く先生に対しても軽口を叩く時があるが、それが原因で仲間と衝突したり敵を倒し損ねて作戦を失敗してしまう場面が度々起こる。
地上に出たばかりの頃は指示を聞いてもらえない等、リーダーとしてはまだまだ実力不足なところが目立っていたが、後に一人でクランゲ皇帝に立ち向かい、他のメンバーの身を守るまでにリーダーとしての成長を遂げた。一方で機械関係には疎い。
シュレッダーの娘でフット団のくノ一・カライに心を惹かれ、彼女に特別な感情を抱くようになる。カライがスプリンターの娘ミワであることを知ると彼女に真実を打ち明ける。
ラファエロ（Raphael）
声 - ショーン・アスティン/伊藤健太郎
次男。タートルズのサブリーダー。 4人の中で最もがっしりした体格をしている。瞳の色は緑。甲羅や鉢巻、胸などに傷がある。一人称は「俺」または「俺様」。
短気な性格で口が悪く、好戦的で考えなしに行動するため、レオナルドと言い合いになることも多い。一方で、ペットとして飼っている亀のスパイクに愛を囁くなど意外な一面がある。その分スパイクがミュータジェンによってスラッシュに変貌し、ペットでなくなった際は非常に寂しがっていた。またミケランジェロとはよく喧嘩しているものの、落ち込んでいる彼を励ましたり、他の誰かがミケランジェロを傷付けようとすると「マイキーを殴って良いのは俺だけだ！」と発言するなど憎からずも思っているなど兄弟愛が人一倍に強い一面が多くみられる。
ケイシーとは初めは衝突をしていたが性格や行動が似ていることで意気投合する。しかし好戦的で考えなしに行動するケイシーの行動に対しては礼儀と心構えを持って行動しろと注意していた。
ゴキブリが大の苦手であり、パニックのあまりゴキスパイを殺しそうになったことで、ミュータント化したゴキスパイから付け狙われる原因を作った。お風呂にあまり入っていない。部屋にはドラムセットが置いてある。
フィッシュフェイス（ゼバー）とはライバル同士であるが、2人で共戦してバクスター・ストックマンを倒したことがある。
今作ではサイは後ろに装備してある。
ドナテロ（Donatello）
声 - ロブ・ポールセン/土田大
三男。タートルズの頭脳。4人の中でも一番背が高く細身の体型。瞳の色はブラウンで、前歯が一本欠けている。一人称は「僕」。
1987年版や2003年版同様に発明を得意としており、チームの頭脳としても活躍する。一方で危険な状況でも回りくどい説明をすることが多いため、他の3人から半ば呆れられている。また、レザーヘッドが暴走する度に必ず顔を掴まれるなど4人の中では損な役回りになることが多い。
偶然街で見かけたエイプリルに一目惚れをして以来アプローチを繰り返しており、うまくいかないものの彼女からは強く信頼されている。T-フォンの電話をかけてもらう、メールを送ってもらう、怪我の手当てをしてもらうなど彼女と一緒にいる場面が見られるほか、クランゲ皇帝からエイプリルを救出した時、彼女から「私のヒーローね」と告白された。
武器は鉈を仕込んだ六尺棒だが、ハイテクメカを使うクランゲ相手に不適切だと考え、究極の武器を作ろうという考えからメタルヘッドを作成した。メタルヘッド機能停止後は六尺棒に戻ったが、その後も煙玉などを発明している。
相手を強く思う気持ちがあり、バラバライザー（ティモシー）のことを気に掛ける優しい一面を持つ。その反面、実験中や発明中に話しかけられたり邪魔されたりすることを嫌がり、他の3人（特にミケランジェロ）に対してヒステリックに怒るなど短気な一面も持つ。
同じくエイプリルに片思いをしているケイシーとは取り合いになるなど仲が悪い。
ミケランジェロ（Michelangelo）
声 - グレッグ・サイプス/山口勝平
末っ子。タートルズメンバーの最年少。4人の中で一番小柄で丸みを帯びた体型をしている。瞳の色は青で、そばかす顔が特徴。一人称は「僕」。鎖鎌の仕込まれたヌンチャクが武器。下水道にある素材でのゲテモノ料理や相手に名前を付けるのが趣味。朝食は毎朝作っている。ピザは腐っていても平気で食べられる。
1987年版や2003年版同様ピザが大好きでマイペースで非常に明るく、とぼけた性格をしている。良く言えば純粋で悪く言えば子供じみた言動が目立つトラブルメーカーのため、他の3人や師匠のスプリンターから煙たがられるが、憎めないところもあり本気で嫌われることはない。ディメンションXの異次元空間ではなぜか天才になり、レオナルド以上にリーダーシップをとっていた。他の3人から意見を聞いてくれないことに不満や愚痴をこぼしたり、勝手に名前を付けた場合は敵味方関係なく文句を言うなど脛っぽいところがある。
忍者にしては騒がしい性格をしている一方、直感と発想力に長けており、時折無意識に鋭い発言をして周囲を驚かせたり、窮地を救ったこともある。何故かやたらと敵に狙われることが多く、それを利用して囮役をやらされることがある。「ブヤカシャー!」が口癖。

### タートルズの仲間
ヨシ・ハマト / スプリンター（Hamato Yoshi / Splinter）
声 - フン・リー/菅生隆之
1987年版に準じ、日本で武術の修行を積んだ元人間「ヨシ・ハマト」という設定。今作は過去のシリーズとはデザインが異なり、色黒で身長が高い。
ペットショップで購入した4匹の小亀（後のタートルズたち）と共に居合わせた謎の男たちが持っていたミュータジェンを被ってしまい、ネズミのミュータントに変身してしまう。
かつてシュレッダーの悪口を並べた挑発に乗ってしまい、妻子を巻き込み死なせてしまったことを後悔している。
クランゲとの最終決戦でさらわれたエイプリルを救出するために、自らシュレッダーがいる基地に向かう。そこで襲い掛かったフット軍団やドッグボッコとフィッシュフェイスを撃退する。彼らを倒した後、捕まったエイプリルを救出しようとするがホログラム映像で罠だった。ついに宿敵シュレッダーと再会し、因縁の決着をつけるために彼と一騎討ちをする。最初は宿敵のシュレッダーによって言葉巧みに圧倒され、更に死んだはずの娘ミワが生きていたこと、シュレッダーに誘拐されていたことが判明した。ネズミのミュータントの特性を活かした素早い動きと攻撃でシュレッダーを圧倒し、止めを刺そうとした時、自分に攻撃を仕掛けてきたカライが現れ、15年間生き別れた実娘ミワであることに気が付いた。娘が生きていることに安心して彼女を攻撃せず、戦意を喪失しそのままシュレッダーの基地を後にして去って行った。クランゲとの戦いが終わった後、レオナルドにシュレッダーとの決戦で知った事実を話そうとするが、いつか話すと言い自分の心の中に仕舞い込む。
普段は厳格であり、タートルズがシュレッダーに襲われる夢を見た際は、外出を一切禁じ稽古漬けにしたり（この時は負担をかけ過ぎたと判断したのか後に謝罪した）、修行により制限したことを怠ったとの理由により、敵の攻撃手段の事情にも関わらず全員の武器を没収することもあった。
一方で、初期は状況を解説したり、早い決断を下すなど気さくな面があり、タートルズを自分の息子、エイプリルを自分の娘のように思っている。
第103話では、スーパーシュレッダーにより腹を刺され死亡。
エイプリル・オニール（April O'Neil）
声 - メイ・ホイットマン/志田有彩
これまでの作品とは異なり、タートルズと同年代の少女として登場。科学者である父とともにクランゲに攫われてしまうが、タートルズに救助された。だがドナテロが救出に向かった際、父と離ればなれになってしまった。救出後はおばのもとに身を寄せており、タートルズとも交流するようになる。母は既に亡くなっている。
直感力に優れており、その才能を見込まれてスプリンターからくの一の修行を受けることになり、自分専用の武器である鉄扇を授かる。
クランゲから「特別な人間」という理由で狙われている。自分を狙いに来たカライと交戦し、彼女との激闘の末勝利した。数学が苦手らしく、成績は落第寸前。人間なのにドナテロと一緒に下水道で発見した「クランゲ水」がかかってもなぜか体が溶けなかった。後にクランゲと人間のハーフであることが判明する。
地上でシュレッダーに狙われるようになったため、スプリンターの判断によってタートルズが住む下水道の隠れ家に住むようになる。くの一修行と銘打って、時々は下水道の外へスプリンターが連れて行くこともある。後にドナテロを含むタートルズがクランゲの基地から父を無事に救出したので再会できた。タートルズがクランゲとの最終決戦に行っている間、洗脳された父に下水道とは別の場所に連れられ、カライ率いるフット軍団にさらわれ、クランゲに引き渡されてしまう。自分と精神波長が同じであるクランゲに地球人ミュータント化計画に利用されて精神エネルギーを吸われかけるが、危機一髪でタートルズに助けられた。
ドナテロのことを強く信頼しており、何かと彼に親しくするほか、クランゲ皇帝から救出された際は彼のことを「私のヒーロー」と言っている。
シーズン2第1話ではタートルズがクランゲと戦闘中の事故でミュータジェンが街中に散乱し、その影響でミュータント化した父に対するショックとミケランジェロの冗談交じりの失言による不信感が原因でタートルズと距離を置いてしまう。その間、同じ学校に通うケイシーと出会い友達になる。シーズン2第6話にてカライとフットロボの集団から助けられたことがきっかけでタートルズと和解しスプリンターとの修行を再開する。以降は鉄扇と体術を武器にタートルズと共戦する。
ケイシー・ジョーンズ（Casey Jones）
声 - ジョシュ・ペック/ 川田紳司
エイプリルと同じ学校に通う同年代の少年。シーズン2第4話で初登場。「グンガーラー！」が口癖。頭に黒いバンダナを巻き、上の前歯が数本欠けている。普通の生活より刺激のある日常が好き。ネズミが苦手で、初めてスプリンターを見た時は気絶した。
学校ではアイスホッケーチームに所属し、暇なときは夜中にアイスホッケー場で一人練習をしている。スポーツ万能でホッケーなどのスポーツ道具を使用した戦闘が得意で、クランゲによって強化されたフットロボの集団相手でも余裕で倒した。エイプリルを誘って夜の公園で勉強を教えてもらうなどナルシストな一面がある。ホッケーの試合中に友人に怪我を負わせ、絶交された過去を持つ。
一方勉強は苦手で試験で赤点を獲るとホッケーチームを追い出される寸前。その状態から開放するためにエイプリルを強引に誘い勉強を教えてもらおうとしたことがきっかけで友達になった。
シーズン2第9話ではパープルドラゴンズと戦闘中にラファエロに遭遇、後日ラファエロを尾行し隠れ家を発見する。ラファエロとは当初は張り合っていたがフット軍団と共戦中に意気投合する。その後はタートルズの隠れ家に定期的に訪れ、仲間として共に戦闘に参加する。
ミワ（Miwa）
ヨシ・ハマト（スプリンター）と唐慎（タンシェン）の娘。
写真とスプリンターの回想のみに登場。シュレッダーの戦いに巻き込まれて母と共に死んだと思われた。当時は赤ん坊で、生きていればエイプリルと同い年になるはずだった。

#### マイティ・ミュータニマルズ
スラッシュが結成したヒーローチーム。シーズン3第12話から登場。全員ミュータジェンで変異した動物で構成されている。タートルズとは当初は意見違いで共闘には反対したが、クランゲとの戦闘中にお互いの実力を認め、以降はタートルズの強い味方となる。
スパイク / スラッシュ（Spike / Slash ）
声 - コリー・フェルドマン/石井康嗣
ラファエロのペットの亀で、ラファエロの肩に乗ることが多い。言葉を発しないものの意思はあり、葉っぱを食べる回数で判断している。
シーズン2第7話ではミュータジェンによって身体が大きくなり、自身を「スラッシュ」と名乗る。兄弟にウンザリしていたラファエロと共にチームを組み地上に出るが、ミュータジェンによる思考の不安定からラファエロに対する独占欲が増し他のタートルズ3人に攻撃を仕掛け、ラファエロと対立してしまう。タートルズ達を瀕死状態に追い詰めたが、最終的にラファエロによって倒され屋上から落下し、逃走してしまう。シーズン2第11話ではクランゲ達の牢屋に閉じ込められていたことが判明、タートルズによって脱出に成功したが脱出前にラファエロを助太刀した。シーズン2第17話では再びクランゲ達に捕まる。しかし同じく捕獲されていたニュートライザーと手を組んでクランゲ軍の破壊を計画するが、罪のない人を犠牲にしようとするニュートライザーと口論になる。タートルズの協力でニュートライザーを倒し自身の行いを反省するが、ラファエロからのチームの誘いを断り再び別れる。
シーズン3では「ミュータニマルズ」を結成し、チームのリーダーとなる。上記のこともあり当初はレオナルドから強い不信感を抱かれて対立していたが、最終的にはお互いを認め合って和解する。
スラッシュになってからは言葉を発することが出来るようになり、口調は飼い主であるラファエロに近い。ラファエロの部屋にあったモーニングスターが武器。体格が大きくなったことで戦闘力と耐久力が発達、その強靭な肉体に反し足の速さはタートルズと同じくらい素早い。体術はスパイクの頃からラファエロの武術を見ていたことで学び、ラファエロとも互角に戦える。また声真似が得意で、レオナルドの声真似でミケランジェロを騙し攻撃した。嗅覚が優れており、ドナテロの作ったセンサー無しにミュータジェンの瓶を見つけることが出来る。
レザーヘッド（Leatherhead）
声 - ピーター・ルーリー/廣田行生
シーズン1第12話から登場。トイレに流され捨てられたペットの小ワニがミュータジェンによって変異した点では2003年版と同じだが、宇宙の基地でクランゲによる生体実験のトラウマに悩まされており、「クランゲ」という単語を聞くだけでパニックを起こす。左胸にはクランゲによって付けられた傷が残っている。また、暴走する度になぜか真っ先にドナテロの顔を掴むため、彼からは苦手意識を持たれている。
パワーセルという物質を持ち出してクランゲのラボから逃走。クランゲから追い詰められていたところをタートルズに保護される。ミケランジェロと親しくなり、「レザーヘッド」という名前をもらうものの、パワーセルを持ち出した他のメンバーを目の当たりにし、「泥棒」と判断して暴走する。
スプリンターによってタートルズの隠れ家を追い出されたのち、廃車となった地下鉄の車両で暮らしていたが、追手からタートルズらを護るべくクランゲに立ち向かった。
後に下水道でタートルズと再会し、クランゲに奪われたパワーセルを取り戻すために再び彼らに協力してクランゲのアジトに侵入する。最後は岩と溶岩の巨大な怪物と共に時空に吸い込まれて消えていった。
シーズン2ではディメンションXでクランゲの行動を偵察していた。時空の影響で早く年を取ってしまうが戦力は健在、クランゲによって侵略されたニューヨークでスプリンターをシュレッダーから守ったが反撃を食らってしまう。
シーズン3第12話から「ミュータニマルズ」のサブリーダーとして登場。上記の通りミュータニマルズ結成以前からタートルズ（特にミケランジェロ）とは何度か面識があり共に戦ってきたためか、タートルズとミュータニマルズが対立中に彼とミケランジェロはそのような素振りを全く見せなかった。
ロックウェル博士（Doctor Rockwell）
声 - トム・ケリー
シーズン1第7話から登場。ファルコ博士の実験によって猿に変異した博士。ファルコ博士の実験から逃亡し、街を暴れてドナテロを襲ったがエイプリルには自身がロックウェル博士だと気付いたので襲わなかった。一度はタートルズに捕まりファルコ博士に返されるが、ファルコ博士の嘘に気付いたタートルズに開放され、再び逃亡する。シーズン2第11話ではクランゲ達の牢屋に閉じ込められていたことが判明、タートルズによって脱出した。
シーズン3第12話から「ミュータニマルズ」のブレインとして登場、言葉を話せるようになった。サイキック増幅ヘルメットで強力な超能力を武器に戦う。ヘルメットが外れると超能力が低下する。
ピート（Pigeon Pete）
声 - A.J.バックリー/宮田幸季
クランゲの実験により変異した鳩。カービーにより、伝書鳩として娘のエイプリルの元へ送り込まれた。当初はその異様な見た目からタートルズやエイプリルに怪しまれていたが、事情を話した結果誤解が解けた。天然酵母のパンが大好物。シーズン2第11話ではクランゲ達の牢屋に閉じ込められていたことが判明、タートルズによって脱出に成功した。
シーズン3第12話から「ミュータニマルズ」の一員として登場する。嘴と爪が武器だがチームの中で戦闘力は低い。理由は不明だがシーズン4第18話ではチームから外されている。

#### タートルズの仲間（その他）
ムラカミ
声 - サブ・シモノ
ニューヨーク市在住の日系人で、ラーメン屋を経営している。
目を悪くしているが、その分外見で他者を差別しない心優しい人物。タートルズおよびエイプリルから「ムラカミさん」（Murakami-san）と呼ばれている。
難癖を付けられみかじめ料の支払いを拒否したことが原因で、パープルドラゴンズからの嫌がらせに遭っていたところをタートルズに救われた。後にクリスとゼバーによって人質に取られるが、無事に救出された。その際タートルズの正体を悟るが、自身の恩人ということもあり、恐れることなく約束通りピザ餃子を振る舞う。また優しく接したため、ミケランジェロにとって最初の人間の友達である。
カービー・オニール / カービィ・バット（Kirby O'Neil / Kirby Bat）
エイプリルの父で、クランゲ陣営に囚われている。2回目の救出の際にはタートルズを逃がすため、自ら囮になって再びクランゲに捕まってしまう。
後に3回目の救出でドナテロ率いるタートルズによって無事救出され、娘のエイプリルと再会できた。ドナテロとは似た者同士で気が合う。
タートルズの隠れ家にかくまわれるが、すでにクランゲに洗脳されており、操られたまま娘を連れてカライ率いるフット軍団に引き渡してしまう。
後にスプリンターに娘のエイプリルがさらわれたと報告しに来たと同時にマウサーからシュレッダーの映像を見せた。タートルズがスプリンターからアドバイスをもらうために隠れ家に帰ってきた時、ミケランジェロに襲い掛かる。後にレオナルド・ラファエロ・ドナテロに抑え込まれ、クランゲによって首の後ろに付けられていたマインドコントロールの機械を取ってもらい正気に戻る。タートルズに娘をクランゲから救出するように頼んだ。
シーズン2第1話ではタートルズがクランゲと戦闘中にミュータジェンが町中に散らばり、その影響でコウモリの姿にミュータント化し暴走、タートルズとエイプリルに攻撃をしかけた。ミケランジェロによって「カービィ・バット」と名付けられるが、これがきっかけでエイプリルはタートルズと距離を置いてしまう。
カルロス・チャン・オブライエン・ガンベ（Carlos Chiang O'Brien Gambe）
声 - ジム・メスキメン
ニューヨーク市内のローカル局のレポーター。タートルズとの直接的な面識はない。
バラバライザー / ティモシー / ミュータジェンマン（The Pulverizer / Mutagen Man）
声 - ロジャー・クレイグ・スミス/かぬか光明
ヒーローに憧れる少年。近くのビルの窓からタートルズとバクスター・ストックマンの戦いを目撃したのがきっかけで彼らに憧れるようになる。タートルズに弟子入りしドナテロから訓練を受けるも、頭の悪さからタートルズらの足手まといになり、あげくにクランゲにパワーセルを奪還されるという結果を招いた。服装は1987年版のタートルズをモチーフにしている。
タートルズと再会した時はフット軍団に入団しており、スパイとして働いていた。メールのやり取りをしていたドナテロに何度も「フット軍団をやめろ」と言われても忠告を聞き入れなかった。名前は当初は「バラバライザー」と名乗っていたが、2度目は本名である「ティモシー」であることを明かした。
後にシュレッダーがミュータジェンで最強軍団を作ろうという計画の実験体としてドッグボッコらが盗んだミュータジェンでミュータントにされかける。
責任を感じて心配したドナテロ率いるタートルズがフット軍団の隠れ家に乱入して助けに来たが、彼らがフット軍団との交戦中に自らミュータジェンの液体を浴びてしまい、ゼリー状の生き物の姿（通称・ミュータジェンマン）に変貌してしまう。ミュータント後は人間だった頃の面影がなく、脳、目玉、臓器が露出している。ゼリー状の体の液体は鉄も溶かす。ミュータント化した自分の姿を見て混乱し、敵味方の区別ができずにタートルズとフット軍団に攻撃をしかけた。ドッグボッコらが隠れ家中に仕掛けた時限爆弾で吹き飛ばされそうになるも、タートルズによって容器の中に入れられる形で脱出した。その後、人間に戻る方法が見つかるまでタートルズが住む下水道の隠れ家にかくまわれている。
シーズン2第4話ではドナテロが作ったマイクを装着したことで再び声を発することが可能になったが、実験室にあったミュータジェンをさらに飲んだことで手足の生えた姿に変貌し、街で暴れてしまう。しかしドナテロが化学変化を用いた作戦で凍結される。

### 敵

#### フット団関係者
シュレッダー（Shredder）
声 - ケビン・マイケル・リチャードソン/広瀬彰勇
フット軍団の首領であり、タートルズの宿敵で本名はサワキ・オロク（原語版ではオロク・サキ）。
東京のフット軍団支部でテレビニュースを見て自らの宿敵ヨシ・ハマトとタートルズの使用していた手裏剣の家紋で居場所をつかみ、アメリカへ飛んだ。タートルズと初交戦後、ミュータジェンで変異した部下を見つけ退散した。後に捕まえた一体のクランゲから聞き出した「特別な人間」であるエイプリルを狙うようになる。
タートルズがクランゲとの最終決戦に行っている間にエイプリルをさらい、スプリンター（ヨシ・ハマト）を自分の基地に誘う。久しぶりに再会した宿敵がネズミのミュータント化していた姿を初めて知り驚いたと同時に「化け物」扱いをする。ついに因縁の決着をつけるために彼と一騎討ちをする。決着の最中、過去に死んだはずのヨシ・ハマトの娘を誘拐し、カライとして育てていたことが判明。彼女をヨシ・ハマトへの復讐の道具として育てていた模様。最初はスプリンターを動揺させて圧倒するが、後に彼の俊敏な動きと攻撃に圧倒され、止めを刺されそうになるが養娘であるカライに助けられる。
ヨシ・ハマトだった頃のスプリンターの妻唐慎(タン・シェン)と彼の娘を殺した張本人でもある。相手を挑発して怒りに誘い、心を惑わすなど卑怯な手を使う。
唐慎に想いを寄せていたらしく、親友であるヨシ・ハマトが想い人を自分から奪ったと思い込んでおり、嫉妬心が強いあまり彼の家族を襲った。
右目を負傷している。今までのシリーズとは違い髪型はスキンヘッド。
スーパーシュレッダー形態

カライ（Karai）
声 - ケリー・ヒュー/渋谷はるか
シュレッダーの娘でフット軍団のくノ一。
レオナルドと互角かそれ以上の剣の腕を持ち、レオナルドの剣の腕を買っている。復讐に固執するシュレッダーに辟易しており、レオナルドの前では馬鹿にしたようなことを言うが、父を畏怖しており本人の前では軽口すら叩けない。レオナルドを悪の道に引き込もうと言葉巧みに迫る。
父をシュレッダーと知らず、タートルズ達が攻撃した際は激昂し、レオナルドと対立してしまう。
偽名を使いエイプリルに近づき狙うが正体を暴かれ、後に彼女と交戦し圧倒するが、最後は逆転され、地下鉄の階段に転げ落とされて敗北。後にフット軍団と共にエイプリルを捕らえ、クランゲに引き渡した。引き渡す前にエイプリルに蹴りをかまされている。
実は死んだはずのヨシ・ハマト（スプリンター）の娘ミワであることが判明。赤ん坊の頃にシュレッダーに誘拐され、彼の娘として育てられた。実の父だと知らず、シュレッダーに止めを刺そうとしたスプリンターに攻撃をし、彼女を実娘だと知って無言で去っていく彼を「臆病者!!」と罵倒した。ヨシ・ハマトが自分の母を殺した敵だと思い込んでいるのはシュレッダーに吹き込まれていたらしく、ヨシ・ハマトへの復讐の道具として育てられていた模様。
父であるシュレッダーの復讐心や自身の意見を聞き入れない態度にウンザリしているが、認めてもらいたいと思っている。
容姿は実母の唐慎（タンシェン）に似ており、瞳は実父のヨシ・ハマトによく似ている。
バクスター・ストックマン（Baxter Stockman）
声 - フィル・ラマール/多田野曜平
アフロヘアにメガネをかけた黒人男性の科学者。一人称は「私」。登場するたびに名前を間違って呼ばれ、その際に正しく名乗るのがお約束。
自作のパワードスーツを着て歩き回っていたところにタートルズと遭遇した。1回戦では歯が立たず、ゴミ箱に捨てられて敗北。後にミケランジェロの落としたT-ポッドによってパワードスーツを強化し、調子に乗ってかつて自分をクビにした企業への襲撃を敢行した。
襲撃の報道を見たタートルズらに見つかり、交戦を重ねた。2回戦では強化したパワードスーツでタートルズを圧倒して負かした後、彼らをゴミ箱に捨てて勝利。3回戦ではミケランジェロに顔が露出している部分をハチの巣で突っ込まれて油断して下に落ちた後に自分のスーツを強化したT-ポッドをレオナルドによって破壊されてしまう。最後はラファエロによってまたゴミ箱に捨てられて敗北した。
日本版において、開発した「マウサー」名前のアルファベットを日本語に当てはめ、レオナルドから「無理矢理じゃね?」とつっこまれるなど、ネーミングセンスに問題がある場面が見受けられる。また、学生時代に本物の溶岩を作って学校を強制退学させられた過去を持つなど、マッドサイエンティストとしての一面もある。
マウサーロボを用いてパープル・ドラゴンの盗品を盗んだことがきっかけで、ドッグボッコらと知り合い、その後はシュレッダーの配下となる。ゼバーの義足を制作し、彼を陸上で動けるようにする。後に自分をコキ使うドッグボッコとフィッシュフェイスに不満を持っており、彼らを騙し、乱入したタートルズと共に罠にはめた。自ら制作したロボットを使いタートルズたちに襲い掛かるが、連携プレイによって敗北したと同時にフット軍団を離脱した。その後シーズン2第5話にて再登場、カライの命令によって再びフット軍団に入団させられる。
ゼバー・モンテス / フィッシュフェイス（Xever Montes / Fishface）
声 - クリスチャン・ランツ/勝杏里
シュレッダーの手下である、若い黒人の前科者で、パープル・ドラゴン・ギャングの元締め。鋭利なナイフを用いる他、足技を中心とした格闘技にも長けている。
釣りが趣味で、タートルズと3度目の対峙の過程により、ミュータンジェンによって魚のような姿に変貌する。
ミュータントになった当初は足が退化し、歩行ができなくなったためシュレッダーの玉座部屋の床下にある水槽の中に待機していたが、カライが持ち帰ったクランゲの技術を基に、ストックマンが義足を作成したことで陸上歩行ができるようになった。タートルズとの再戦時、ミケランジェロによって「フィッシュフェイス」と名付けられる。俊敏な素早さと蹴り技が武器。牙には毒が含まれており、噛みつかれた相手は幻覚を見る他、吐き気の症状に襲われてしまう。
ラファエロとはライバル同士。彼とはよく対立することが多いが、バクスター・ストックマンの罠から脱出する時には協力していた。
ストリート育ちで幼い頃からスリなどの悪事を行っていた。数年後、警察に捕まり刑務所に入れられた所をシュレッダーに釈放されたと同時に彼の配下となる。
なお、吹き替えを担当した勝杏里は、2003年版でミケランジェロ役を担当している。
クリス・ブラットフォード / ドッグボッコ / ラーザー（Chris Bradford / Dogpound / Rahzar）
声 - クランシー・ブラウン/斉藤次郎
シュレッダーの一番弟子である白人男性。
ネット界では武術の名人として有名であり、SNSを通じて近づいてきたミケランジェロに接触し、スプリンターの居所を掴もうとした。ミケランジェロを監禁後、ゼバーとともに、救助に来た他のタートルズたちを尾行するも感づかれてしまい、戦闘の果てに下水道に落ちた。その後もゼバーと共に毎回水などに流されて撃退される。ミケランジェロからは当初は「クリブラちゃん」（Crissy B）と呼ばれていた。
タートルズと3度目の対峙の過程により、ミュータンジェンによって大柄な犬のような姿に変貌する。ミュータント変化後はレオナルドから「ドッグボッコ」と呼ばれる。服装は人間時に着ていたジーンズがそのまま残っている。人間の時より力が上がっており、また嗅覚や聴覚にも優れており少しの音を敏感に聞くことができる。その力と大きな左腕の拳を武器として扱う。
自らが経営している道場はミュータント化後も続いていたらしく、後にバラバライザー（ティモシー）が入門してフット軍団にスカウトされることになった。
シーズン2第5話にて再びミュータジェンを浴び、凶暴なハイイロオオカミの姿に変貌する。変化後はミケランジェロから「ラーザー」と呼ばれる。痩せて骨が露になったが以前より力と体の硬度が上がっており、鋭い爪と牙を武器として扱うようになった。
タイガー・クロー / タケシ（Tiger Claw / Takeshi）
声 - エリック・バウザ/楠大典
シーズン2第13話から登場する虎のミュータントの男性。シュレッダーが東京から連れて来たアジアで最も恐ろしい殺し屋。性格は残忍かつ凶悪。第14話の戦闘の末に巨大イモムシに食われるが、第18話では巨大イモムシの体内から脱出し、片耳と片目を無くした状態で再登場する。
多数の武器を常備しており、剣の他にも2種類のレーザーガン（片方は凍らせる能力がある）や手榴弾を器用に使いこなす。背中に装備したジェットパックで飛行することが出来る。飛ぶときに叫ぶ「タイガー！」が口癖。虎らしく爪も武器で、体術はスプリンターとも互角に交えるほどの持ち主。
元の名は「タケシ」で、子供だった頃に妹のアロペックスと遊んでいた時、突如現れたディメンションXのトンネルへと迷い込んでしまう。2人はクランゲに捕獲され、それぞれ虎とキツネのミュータントに変異された。その後2人は地球に帰還出来たが突然変異した身を他の人間に見られるのを恐れ、隠れながら生活した。2人はサーカスの団員として仕事を始めるが、すぐに裏社会の人間に目を付けられ暗殺者となってしまう。しかし犯罪者であることと変異した状態に耐えられなくなったアロペックスは彼に反抗し、両者の戦いの最中に尻尾を切られて逃げられてしまう。シーズン4第24話でアロペックスと久々に対面。アロペックスに不意打ちを狙おうとした所、逆に彼女から不意打ちを喰らい、右腕を斬られしまう。それ以降は様々な武器を内蔵した義手を嵌めている。

#### クランゲ
クランゲ皇帝（Kraang Prime）
声 - ロザンヌ・バー/高島雅羅
クランゲの親玉で、自らのことを「クランゲ」と呼ぶ。クランゲが作った時空ゲートを通り、上空から巨大なUFO・テクノドロームごと現れた。
「特別な人間」であるエイプリルを捕らえ、自分たちと精神波長を同じくする彼女の精神エネルギーを使って地球上の人間たちをミュータント化しようとするが、タートルズの妨害に遭う。基地から逃げるタートルズたちを追いかけるも、レオナルドとの一騎討ちの末、UFOごと海に沈められた。
本体は巨大なロボットの中に収めこまれており、陸上を動くことが可能。触手のような手を使って攻撃したり、ビームを出したりする。
クランゲロイド（Krang）
声 - ノーラン・ノース/丸山壮史
ユートロム星人が乗り込む透明の外皮を持つアンドロイドで、全員同じ顔の人間の男性に擬態することができる。ユートロム星人は胸部に収まっており、クランゲロイドを介して人語を話す。クランゲロイドが破壊されると虫のようにカサカサとあわてて逃げ去る。互いに「クランゲ」と呼びあい、「クランゲは〜である」と機械的な話し方をする。
一体はシュレッダーに捕まり脅され、エイプリルについての機密を漏らした。エイプリルの父カービーを洗脳し、フット軍団から引き渡されたエイプリルを捕らえる。

#### 敵（その他）
スネーク / スネー草（-くさ）（Snake / Snakeweed）
声 - ダニー・ジェイコブス/いずみ尚
クランゲの協力者である人間の運び屋。
タートルズがクランゲの基地に突撃した際、スネークが乗っていた車両に残っていたミュータジェンが飛び出し、それを浴びてしまい植物状の怪物に変貌した。
高い再生威力を持ち、一度はタートルズらによって倒されるが、後に復活する。クランゲと協力しながら、市民を"肥料"にするために拉致していたが、レオナルドとラファエロのタッグ戦で再び倒される。
高い再生能力に加え、眉間にある触角からは花粉を出し、発信機のような使い方をする。当初は「スネーク」という名前から蛇のミュータントになるとタートルズから思いこまれており、「スネー草」という呼称はミケランジェロによって名付けられたものである。
シーズン3『ツターン草現る!』（原題："The Creeping Doom!"）では、彼のクローンが登場した。
ヴィック / 噛みつきグモ（Vic / Spider Bytez）
声 - ルイス・ブラック/斎藤志郎
タートルズを目撃した中年男性で、口が悪く気難しい性格の持ち主。
屋上に設置されていたパラボラアンテナを破壊したタートルズと口論し、クランゲたちを招きよせてしまう。交戦時の様子を携帯電話で撮影し、ネットに流して金儲けをしていた。タートルズにデータの投稿を中止するよう説得されていた時、クランゲの襲来に遭う。自分を連れ去ったクランゲに動画を取り上げられたことにより稼ぎを失って腹を立てていたところ、ミュータジェンを浴びてしまう。その際蜘蛛に触れてしまったことから、人間の手足の生えた頭に四本の足が加わった蜘蛛のような怪物に変異し、ミケランジェロから「噛みつきグモ」と呼ばれている。
強靭な顎や酸を吐く能力で、レオナルド・ミケランジェロ・ドナテロの三者を相手に圧倒するも、遅れてきたラファエロの加勢により退散した。
ヴィクター・ファルコ /ラットキング（Rat King）
声 - ジェフリー・コムズ/加藤亮夫
ミュータジェンを改造した地球人の科学者。
ミュータジェンを用いて同僚のロックウェル博士を猿のミュータントへと変貌させ、その脳から抽出した物質を自身に注入して超能力を得た。
能力の一つである予知能力を駆使してタートルズらを翻弄するも、無意識の境地に達したドナテロの反撃を受け退散した。
その後、スポンサーから資金を打ち切られ、学界からも追放されながらも、地下で多数の実験用鼠を集め一人で研究をしていた。
研究室にいた鼠が電気ケーブルをかじったことによる火事に巻き込まれる中、逃げていく鼠たちに向かってテレパシーを放ち窮地を脱した。
脱出後は多数の鼠たちを支配下に置き、自らをラットキングと名乗った。人類の無能さに対する怒りから、鼠を大量発生させてニューヨーク市内をパニックに陥れた。その際、スプリンターの存在に気づきテレパシーで支配しようと試みた。スプリンターの洗脳に成功し、追ってきたタートルズに仕向けるも、レオナルドから家族の写真を見せたことによってスプリンターの洗脳が解け形勢が逆転し、再び退散する結果となった。
元々は普通の男性だったが、火災の後は骸骨のような身体に変貌し、常に高い襟のローブと帽子を着用している。また、ラットキングになった後は視力を失っており普段は目に包帯をしているが、ネズミの視界をジャックして目の代わりとして利用することは可能。
ゴキスパイ（Cockroach Terminator）
ドナテロが小型のリモコンカメラを装着させたゴキブリ。通称「ゴキ1号」。クランゲのアジト内を探るためにスパイとして送り出された。カメラの他にも小型電動ノコギリが備わっている。後にタートルズの操作トラブルでクランゲのアジトにあったミュータジェンの中に落ちて浴びてしまい、ミュータントとなる。ミュータント化後はナビ付きヘルメットが体と一体化しており、半分サイボーグのような姿になっている。元がゴキブリのため、生命力が強く、殺虫剤に弱い。
タートルズとクランゲを無差別に攻撃するかたわら、ミュータントになる前にゴキブリが苦手なラファエロに殺されそうになったことを恨み、彼を執拗に狙っていた。
さらなる脱皮によって粘膜を纏った白い巨体に変化し、4枚の羽を生やして飛行可能となる。粘液玉は爆弾で武器として扱う。タートルズを執拗に追いかけてミケランジェロを誘拐し、彼を助けに来たラファエロと交戦。最期はクランゲが地球に穴をあけるために使っていたドリルのレーザーを喰らい、頭を残して破裂した。

## スタッフ

### 制作スタッフ
- キャラクター原作 - ピーター・レアード、ケヴィン・イーストマン
- 企画開発 - シロ・ニエリ、ジョシュア・スターニン & J・R・ヴェンティミーリア
- 制作総指揮 - シロ・ニエリ、ピーター・ハスティングス、ジョシュア・スターニン & J・R・ヴェンティミーリア（シーズン1）
- 総監督 - シロ・ニエリ
- シリーズ構成 - ジョシュア・スターニン & J・R・ヴェンティミーリア（シーズン1）、ブランドン・オーマン（シーズン2 - ）
- メインキャラクターデザイン - イリネオ・マランバ、シロ・ニエリ、ラッセル・トレーシー・ジュニア
- デザインスーパーバイザー - イリネオ・マランバ
- カラースーパーバイザー - ナディア・ヴァーベノバ・モウリ
- モデリングスーパーバイザー - ヴィパック・ヴェウア
- CGスーパーバイザー - ローラ・バーバラ、ロバート・カスタネダ
- 撮影スーパーバイザー - マイケル・ハインツ
- 音声監督 - アンドレア・ロマーノ
- 音楽 - セバスチャン・エヴァンス二世
- プロデューサー - マックレガー・ミドルトン
- アニメーション制作 - ニコロデオン・アニメーション・スタジオ
- アニメーション制作協力 - テクニカラー・インディア、バーデル・エンターテインメント
- 製作 - ニコロデオン

### 日本語版
- 企画 - 内田真由美
- 番組担当 - 山内未來（テレビ東京）
- 翻訳 - 小寺陽子
- 演出 - 三好慶一郎
- 録音/調整 - 大谷征央
- 制作進行 - 林隆司、岡田拓郎
- 録音スタジオ - 東北新社

## 日本での放送
日本では「ミュータント タートルズ」のタイトルでテレビ東京系列において2014年4月4日から9月26日まで毎週金曜日朝7:30にシーズン1の全26話のみ放送された。2015年9月よりAmazon.comプライムビデオからシーズン1の全26話分が配信開始され、以降のシリーズの配信も予定されている。2017年5月18日からはディズニーXDでの放送が開始。シーズン1終了後の2017年10月からは引き続きシーズン2以降が初放送され、シーズン3からは2話連続で放送される。2019年9月14日をもって最終話を放送。ディズニーXD閉局後はディズニー・チャンネルにてリピート放送を続けている。2018年4月25日にはNBCユニバーサル・エンターテイメントジャパンからシーズン1のDVDが発売された。タートルズのアニメ作品で日本語吹き替え版がDVD化された事例は本作が初めてである。
原語版のテーマ曲は1987年版をラップ調にアレンジしたものになっている。テレビ東京系列で放送された際は独自の主題歌としてGReeeeNの「忍」とウルフルズの「ブヤカシャー!」が用いられていた一方、原語版のテーマ曲が提供クレジットや宣伝スポット等で少しだけ使用されていた。テレビ東京以外のメディアで配信・放送された際は、権利の都合上原語版のOP、EDが使用されている。

## エピソード
順序は北米放送分に準拠する。日本の初回放送日はシーズン1のみテレビ東京系列で放送されたときのもの、それ以降はディズニーXDで放送されたときのものを表記する。

### シーズン1
| 通算 | 話数 | タイトル                | 原題                                  | 脚本                             | 制作 コード | 放送日         | 放送日        |
| ---- | ---- | ----------------------- | ------------------------------------- | -------------------------------- | ----------- | -------------- | ------------- |
| 1    | 1    | タートルズ参上!（前編） | "Rise of the Turtles (Part 1)"        | Joshua Sternin & J.R. Ventimilia | 101         | 2012年9月29日  | 2014年4月4日  |
| 2    | 2    | タートルズ参上!（後編） | "Rise of the Turtles (Part 2)"        | Joshua Sternin & J.R. Ventimilia | 102         | 2012年9月29日  | 2014年4月11日 |
| 3    | 3    | ケータイ動画を取り返せ! | "Turtle Temper"                       | Jeremy Shipp                     | 103         | 2012年10月6日  | 2014年4月18日 |
| 4    | 4    | ネットで友だち申請      | "New Friend, Old Enemy"               | Joshua Hamilton                  | 104         | 2012年10月13日 | 2014年4月25日 |
| 5    | 5    | Tポッドを回収せよ!      | "I Think His Name is Baxter Stockman" | Joshua Sternin & J.R. Ventimilia | 105         | 2012年10月20日 | 2014年5月2日  |
| 6    | 6    | 最強の武器を作れ!       | "Metalhead"                           | Tom Alvarado                     | 106         | 2012年10月27日 | 2014年5月9日  |
| 7    | 7    | 消えた博士を探せ!       | "Monkey Brains"                       | Russ Carney & Ron Corcillo       | 107         | 2012年11月3日  | 2014年5月16日 |
| 8    | 8    | ピザ餃子をゲットしろ!   | "Never Say Xever"                     | Kenny Byerly                     | 108         | 2012年11月10日 | 2014年5月23日 |
| 9    | 9    | 宿敵シュレッダー        | "The Gauntlet"                        | Joshua Sternin & J.R. Ventimilia | 109         | 2012年11月17日 | 2014年5月30日 |
| 10   | 10   | 下水道を守れ!           | "Panic in the Sewers"                 | Jeremy Shipp                     | 110         | 2012年11月24日 | 2014年6月6日  |
| 11   | 11   | Bチームをなめるな!      | "Mousers Attack!"                     | Kenny Byerly                     | 111         | 2012年12月8日  | 2014年6月13日 |
| 12   | 12   | 出現!ミュータント・ワニ | "It Came From the Depths"             | Russ Carney & Ron Corcillo       | 112         | 2012年12月15日 | 2014年6月20日 |
| 13   | 13   | 謎のくノ一              | "New Girl In Town"                    | Jase Ricci                       | 114         | 2013年1月25日  | 2014年6月27日 |
| 14   | 14   | 先生がモンスター?       | "I, Monster"                          | Jeremy Shipp                     | 113         | 2013年2月1日   | 2014年7月4日  |
| 15   | 15   | 守れ、地球のDNA!        | "The Alien Agenda"                    | Kenny Byerly                     | 115         | 2013年2月8日   | 2014年7月11日 |
| 16   | 16   | 出撃!シェルレイザー     | "The Pulverizer"                      | Russ Carney & Ron Corcillo       | 116         | 2013年2月15日  | 2014年7月18日 |
| 17   | 17   | クランゲのアジト発見!   | "TCRI"                                | Joshua Sternin & J.R. Ventimilia | 117         | 2013年3月1日   | 2014年7月25日 |
| 18   | 18   | 恐怖のゴキスパイ        | "Cockroach Terminator"                | Jeremy Shipp                     | 118         | 2013年3月15日  | 2014年8月1日  |
| 19   | 19   | 抜け出せ!迷路地獄       | "Baxter's Gambit"                     | Jase Ricci                       | 119         | 2013年4月5日   | 2014年8月8日  |
| 20   | 20   | クランゲUFO現る         | "Enemy of My Enemy"                   | Kenny Byerly                     | 120         | 2013年4月12日  | 2014年8月15日 |
| 21   | 21   | ねらわれたエイプリル    | "Karai's Vendetta"                    | Russ Carney & Ron Corcillo       | 121         | 2013年4月27日  | 2014年8月22日 |
| 22   | 22   | ミュータントになりたい! | "The Pulverizer Returns!"             | Jeremy Shipp                     | 123         | 2013年5月11日  | 2014年8月29日 |
| 23   | 23   | ミケランジェロ危機一髪! | "Parasitica"                          | Pete Goldfinger                  | 122         | 2013年7月20日  | 2014年9月5日  |
| 24   | 24   | 決死の救出作戦          | "Operation: Break Out"                | Jase Ricci                       | 124         | 2013年7月27日  | 2014年9月12日 |
| 25   | 25   | ついに決戦!（前編）     | "Showdown (Part 1)"                   | Joshua Sternin & J.R. Ventimilia | 125         | 2013年8月8日   | 2014年9月19日 |
| 26   | 26   | ついに決戦!（後編）     | "Showdown (Part 2)"                   | Joshua Sternin & J.R. Ventimilia | 126         | 2013年8月8日   | 2014年9月26日 |

### シーズン2
日本では制作コード順に放送された回が一部存在するため、北米放送分とは話数が異なる。
| 通算 | 話数 | 話数 | タイトル                         | 原題                                                               | 脚本                            | 制作 コード | 放送日         | 放送日         |
| ---- | ---- | ---- | -------------------------------- | ------------------------------------------------------------------ | ------------------------------- | ----------- | -------------- | -------------- |
| 27   | 1    | 1    | ミュータジェン拡散!              | "The Mutation Situation"                                           | Brandon Auman                   | 201         | 2013年10月12日 | 2017年10月20日 |
| 28   | 2    | 3    | エイリスアンの侵略!              | "Invasion of the Squirrelanoids"                                   | Todd Garfield                   | 203         | 2013年10月19日 | 2017年11月3日  |
| 29   | 3    | 2    | リーダーに従え!                  | "Follow the Leader"                                                | Eugene Son                      | 202         | 2013年11月2日  | 2017年10月27日 |
| 30   | 4    | 4    | 逃げたミュータジェンマン!        | "Mutagen Man Unleashed"                                            | Kevin Burke & Chris "Doc" Wyatt | 204         | 2013年11月9日  | 2017年11月10日 |
| 31   | 5    | 5    | マイキーのブツブツ               | "Mikey Gets Shellacne"                                             | Thomas Krajewski                | 205         | 2013年11月16日 | 2017年11月17日 |
| 32   | 6    | 6    | 標的、エイプリル・オニール       | "Target: April O'Neil"                                             | Nicole Dubuc                    | 206         | 2013年11月23日 | 2017年11月24日 |
| 33   | 7    | 7    | 破壊王スラッシュ                 | "Slash and Destroy"                                                | Gavin Hignight                  | 207         | 2013年11月30日 | 2017年12月1日  |
| 34   | 8    | 9    | 敵?仲間?ケイシー・ジョーンズ     | "The Good, the Bad and Casey Jones"                                | Johnny Hartmann                 | 209         | 2014年2月2日   | 2018年2月9日   |
| 35   | 9    | 8    | エイプリルの秘密                 | "The Kraang Conspiracy"                                            | Brandon Auman                   | 208         | 2014年2月9日   | 2017年12月8日  |
| 36   | 10   | 10   | 恐怖の源 お化けキノコ            | "Fungus Humungous"                                                 | Mark Henry                      | 210         | 2014年2月16日  | 2018年2月16日  |
| 37   | 11   | 11   | 進化したメタルヘッド             | "Metalhead Rewired"                                                | Peter Di Cicco                  | 211         | 2014年2月23日  | 2018年2月23日  |
| 38   | 12   | 12   | 巨大ネズミと人間                 | "Of Rats and Men"                                                  | Todd Garfield                   | 212         | 2014年3月2日   | 2018年3月2日   |
| 39   | 13   | 13   | マンハッタン計画（パート1）      | "The Manhattan Project"                                            | Brandon Auman & John Shirley    | 213         | 2014年3月14日  | 2018年3月9日   |
| 40   | 14   | 14   | マンハッタン計画（パート2）      | "Wormquake!"                                                       | Brandon Auman & John Shirley    | 214         | 2014年3月14日  | 2018年3月16日  |
| 41   | 15   | 15   | 魔法使いとミュータント           | "Mazes & Mutants"                                                  | Eugene Son                      | 215         | 2014年4月27日  | 2018年3月23日  |
| 42   | 16   | 16   | ストックマンの孤独な変化         | "The Lonely Mutation of Baxter Stockman Threatens to Mutate April" | Brandon Auman                   | 216         | 2014年5月4日   | 2018年4月13日  |
| 43   | 17   | 17   | イモライザー見参!                | "Newtralized!"                                                     | Gavin Hignight                  | 217         | 2014年5月11日  | 2018年4月20日  |
| 44   | 18   | 18   | ピザフェイスの悪夢               | "Pizza Face"                                                       | Kevin Burke & Chris "Doc" Wyatt | 219         | 2014年5月18日  | 2018年4月27日  |
| 45   | 19   | 19   | タイガー・クロウの怒り           | "The Wrath of Tiger Claw"                                          | Christopher Yost                | 218         | 2014年6月8日   | 2018年5月4日   |
| 46   | 20   | 20   | 伝説の黒カブト                   | "The Legend of the Kuro Kabuto"                                    | Doug Langdale                   | 220         | 2014年6月15日  | 2018年5月11日  |
| 47   | 21   | 21   | ラファがクランゲ?知能交換マシン! | "Plan 10"                                                          | Henry Gilroy                    | 221         | 2014年6月22日  | 2018年5月18日  |
| 48   | 22   | 22   | 復讐は我にあり                   | "Vengeance is Mine"                                                | Peter Di Cicco                  | 222         | 2014年6月29日  | 2018年5月25日  |
| 49   | 23   | 23   | 幽霊を倒せ!ドナとケイシー        | "A Chinatown Ghost Story"                                          | Randolph Heard                  | 223         | 2014年9月12日  | 2018年6月1日   |
| 50   | 24   | 24   | ディメンションXへ突入!           | "Into Dimension X!"                                                | Doug Langdale                   | 224         | 2014年9月19日  | 2018年6月8日   |
| 51   | 25   | 25   | クランゲの大侵略!（前編）        | "The Invasion" (Part 1)                                            | Brandon Auman                   | 225         | 2014年9月26日  | 2018年6月15日  |
| 52   | 26   | 26   | クランゲの大侵略!（後編）        | "The Invasion" (Part 2)                                            | John Shirley                    | 226         | 2014年9月26日  | 2018年6月22日  |

### シーズン3
| 通算 | 話数 | タイトル                        | 原題                             | 脚本                            | 制作 コード | 放送日         | 放送日         |
| ---- | ---- | ------------------------------- | -------------------------------- | ------------------------------- | ----------- | -------------- | -------------- |
| 53   | 1    | 森の中で                        | "Within the Woods"               | Brandon Auman                   | 301         | 2014年10月3日  | 2018年7月16日  |
| 54   | 2    | 恋するビッグフット              | "A Foot Too Big"                 | Doug Langdale                   | 302         | 2014年10月10日 | 2018年7月16日  |
| 55   | 3    | 地下の秘密                      | "Buried Secrets"                 | Mark Henry                      | 303         | 2014年10月17日 | 2018年8月19日  |
| 56   | 4    | カエルミュータント襲来          | "The Croaking"                   | Kevin Burke & Chris "Doc" Wyatt | 304         | 2014年11月7日  | 2018年8月26日  |
| 57   | 5    | 悪夢のビーバー                  | "Dream Beavers"                  | Doug Langdale                   | 305         | 2014年11月14日 | 2018年9月2日   |
| 58   | 6    | 悪魔とレース                    | "Race With the Demon"            | Gavin Hignight                  | 306         | 2014年11月21日 | 2018年9月2日   |
| 59   | 7    | キメラの目                      | "Eyes of the Chimera"            | Greg Weisman                    | 307         | 2015年1月11日  | 2018年9月9日   |
| 60   | 8    | 精神世界への旅                  | "Vision Quest"                   | Todd Casey                      | 308         | 2015年1月18日  | 2018年9月9日   |
| 61   | 9    | いざ、ニューヨークへ!           | "Return to New York"             | Brandon Auman                   | 309         | 2015年1月25日  | 2018年9月16日  |
| 62   | 10   | ゼックとステランコ              | "Serpent Hunt"                   | Randolph Heard                  | 310         | 2015年2月1日   | 2018年9月16日  |
| 63   | 11   | ビーバップとロックステディ      | "The Pig and the Rhino"          | Brandon Auman                   | 311         | 2015年3月8日   | 2018年9月23日  |
| 64   | 12   | ニューヨークを取り戻せ!（前編） | "Battle for New York" (Part 1)   | Brandon Auman                   | 312         | 2015年3月15日  | 2018年9月23日  |
| 65   | 13   | ニューヨークを取り戻せ!（後編） | "Battle for New York" (Part 2)   | Mark Henry                      | 313         | 2015年3月15日  | 2018年9月30日  |
| 66   | 14   | ケイシー・ジョーンズの一撃      | "Casey Jones VS. the Underworld" | Andrew Robinson                 | 314         | 2015年3月22日  | 2018年9月30日  |
| 67   | 15   | 街の新ヒーロー、ゴミマン        | "The Noxious Avenger"            | Todd Casey                      | 315         | 2015年4月26日  | 2018年10月7日  |
| 68   | 16   | 危うし!ミュータニマルズ         | "Clash of the Mutanimals"        | Henry Gilroy                    | 316         | 2015年5月3日   | 2018年10月7日  |
| 69   | 17   | モンド・ゲッコー参上!           | "Meet Mondo Gecko"               | Kevin Burke & Chris "Doc" Wyatt | 317         | 2015年5月10日  | 2018年10月14日 |
| 70   | 18   | カライの猛毒                    | "The Deadly Venom"               | Eugene Son                      | 318         | 2015年5月17日  | 2018年10月14日 |
| 71   | 19   | 時代を超えろ、タートルズ!       | "Turtles in Time"                | Randolph Heard                  | 319         | 2015年8月2日   | 2018年10月21日 |
| 72   | 20   | いにしえの師と敵                | "Tale of the Yokai"              | Brandon Auman                   | 320         | 2015年8月9日   | 2018年10月21日 |
| 73   | 21   | メガ・シュレッダーとの戦い      | "Attack of the Mega Shredder!"   | Gavin Hignight                  | 321         | 2015年8月16日  | 2018年10月28日 |
| 74   | 22   | ツターン草現る!                 | "The Creeping Doom!"             | Peter Di Cicco                  | 322         | 2015年8月23日  | 2018年10月28日 |
| 75   | 23   | 四重のワナ                      | "The Fourfold Trap"              | Mark Henry                      | 323         | 2015年9月13日  | 2018年11月4日  |
| 76   | 24   | 下水管のダイナソー              | "Dinosaur Seen in Sewers!"       | Todd Casey                      | 324         | 2015年9月20日  | 2018年11月4日  |
| 77   | 25   | 地球全滅（前編）                | "Annihilation: Earth!" (Part 1)  | Brandon Auman                   | 325         | 2015年9月27日  | 2018年11月11日 |
| 78   | 26   | 地球全滅（後編）                | "Annihilation: Earth!" (Part 2)  | Brandon Auman                   | 326         | 2015年9月27日  | 2018年11月11日 |

### シーズン4
| 通算 | 話数 | タイトル                     | 原題                                    | 脚本                            | 制作 コード | 放送日         | 放送日         |
| ---- | ---- | ---------------------------- | --------------------------------------- | ------------------------------- | ----------- | -------------- | -------------- |
| 79   | 1    | 宇宙の彼方へ                 | "Beyond the Known Universe"             | Brandon Auman                   | 401         | 2015年10月25日 | 2018年11月25日 |
| 80   | 2    | 敵か味方か?ヒトカゲアン      | "The Moons of Thalos 3"                 | John Shirley                    | 402         | 2015年11月1日  | 2018年11月25日 |
| 81   | 3    | ウィルムの奇妙な世界         | "The Weird World Of Wyrm"               | Randolph Heard                  | 403         | 2015年11月8日  | 2018年12月2日  |
| 82   | 4    | 宇宙の殺し屋アルマゴン       | "The Outlaw Armaggon!"                  | Gavin Hignight                  | 404         | 2015年11月15日 | 2018年12月2日  |
| 83   | 5    | 古代エーオン族の謎           | "Riddle of the Ancient Aeons"           | Brandon Auman                   | 405         | 2016年1月10日  | 2018年12月9日  |
| 84   | 6    | 内なるマイキーを探せ!        | "Journey to the Center of Mikey's Mind" | Todd Casey                      | 406         | 2016年1月17日  | 2018年12月9日  |
| 85   | 7    | アリーナでの戦い             | "The Arena of Carnage"                  | Peter Di Cicco                  | 407         | 2016年1月24日  | 2018年12月16日 |
| 86   | 8    | ディメンションXの攻防        | "The War for Dimension X"               | Kevin Burke & Chris "Doc" Wyatt | 408         | 2016年1月31日  | 2018年12月16日 |
| 87   | 9    | コスモ・オーシャンの魔物     | "The Cosmic Ocean"                      | Mark Henry                      | 409         | 2016年3月13日  | 2018年12月23日 |
| 88   | 10   | 次元を越えたタートルズ       | "Trans-Dimensional Turtles"             | Brandon Auman                   | 410         | 2016年3月27日  | 2018年12月23日 |
| 89   | 11   | トリケラトンの逆襲           | "Revenge of the Triceratons"            | Randolph Heard                  | 411         | 2016年4月3日   | 2019年1月13日  |
| 90   | 12   | ロード・ドレッグの逆襲       | "The Evil of Dregg"                     | Gavin Hignight                  | 412         | 2016年4月10日  | 2019年1月13日  |
| 91   | 13   | 溶岩の星                     | "The Ever-Burning Fire"                 | John Shirley                    | 413         | 2016年4月17日  | 2019年1月20日  |
| 92   | 14   | 地球救出の最終チャンス       | "Earth's Last Stand"                    | Brandon Auman                   | 414         | 2016年4月24日  | 2019年1月20日  |
| 93   | 15   | 戦の予感                     | "City at War"                           | Brandon Auman                   | 415         | 2016年8月14日  | 2019年1月27日  |
| 94   | 16   | フット軍団を倒せ!            | "Broken Foot"                           | Peter Di Cicco                  | 416         | 2016年8月21日  | 2019年1月27日  |
| 95   | 17   | ストックマンバエの逆襲       | "The Insecta Trifecta"                  | Kevin Burke & Chris "Doc" Wyatt | 417         | 2016年8月28日  | 2019年2月3日   |
| 96   | 18   | 仁義なきミュータント戦争     | "Mutant Gangland"                       | Todd Casey                      | 418         | 2016年9月4日   | 2019年2月3日   |
| 97   | 19   | コミックから飛び出たヒーロー | "Bat in the Belfry"                     | Eugene Son                      | 419         | 2016年9月11日  | 2019年2月10日  |
| 98   | 20   | スーパーシュレッダー誕生     | "The Super Shredder"                    | Brandon Auman                   | 420         | 2016年11月6日  | 2019年2月10日  |
| 99   | 21   | 地獄の底へ                   | "Darkest Plight"                        | Randolph Heard                  | 421         | 2016年11月13日 | 2019年2月17日  |
| 100  | 22   | エイプリルに潜む悪魔         | "The Power Inside Her"                  | Peter Di Cicco                  | 422         | 2016年11月20日 | 2019年2月17日  |
| 101  | 23   | トッカ 地球に来襲!           | "Tokka vs. the World"                   | Gavin Hignight                  | 423         | 2017年2月5日   | 2019年2月24日  |
| 102  | 24   | 疾風!アロペックス            | "Tale of Tiger Claw"                    | Mark Henry                      | 424         | 2017年2月12日  | 2019年2月24日  |
| 103  | 25   | スプリンターよ永遠に         | "Requiem"                               | Brandon Auman                   | 425         | 2017年2月19日  | 2019年3月3日   |
| 104  | 26   | 終結                         | "Owari"                                 | Brandon Auman                   | 426         | 2017年2月26日  | 2019年3月3日   |

### シーズン5
日本では制作コード順で放送された。
| 通算      | 話数 | 話数     | タイトル                              | 原題                           | 脚本                                  | 制作 コード | 放送日         | 放送日        |
| --------- | ---- | -------- | ------------------------------------- | ------------------------------ | ------------------------------------- | ----------- | -------------- | ------------- |
| 105       | 1    | 1        | デーモンドラゴンの巻物                | "Scroll of the Demodragon"     | Randolph Heard                        | 501         | 2017年3月19日  | 2019年5月12日 |
| 106       | 2    | 2        | 忘れられた剣士                        | "The Forgotten Swordsman"      | Peter Di Cicco                        | 502         | 2017年3月26日  | 2019年5月12日 |
| 107       | 3    | 3        | シュレッダーの心臓                    | "Heart of Evil"                | Gavin Hignight                        | 503         | 2017年4月2日   | 2019年5月19日 |
| 108       | 4    | 4        | 終わりの時                            | "End Times"                    | Brandon Auman                         | 504         | 2017年4月9日   | 2019年5月19日 |
| 109       | 5    | 10       | 地球滅亡の危機（前編）                | "When Worlds Collide (Part 1)" | Todd Casey & Elliott Casey Eugene Son | 510         | 2017年6月18日  | 2019年6月9日  |
| 110       | 6    | 11       | 地球滅亡の危機（後編）                | "When Worlds Collide (Part 2)" | Todd Casey & Elliott Casey Eugene Son | 511         | 2017年6月18日  | 2019年6月16日 |
| 111       | 7    | 15       | 用心棒 ミヤモト・ウサギ               | "Yojimbo"                      | Stan Sakai                            | 515         | 2017年7月23日  | 2019年6月30日 |
| 112       | 8    | 16       | 呪いの森                              | "Osoroshi no Tabi"             | Brandon Auman                         | 516         | 2017年7月30日  | 2019年6月30日 |
| 113       | 9    | 17       | 輝け!キンタロー!                      | "Kagayake! Kintaro"            | Henry Gilroy                          | 517         | 2017年8月6日   | 2019年7月7日  |
| 114       | 10   | 5        | 子連れネズミ                          | "Lone Rat and Cubs"            | Kevin Eastman                         | 505         | 2017年8月13日  | 2019年5月26日 |
| 115       | 11   | 18       | 荒野の戦士                            | "The Wasteland Warrior"        | Brandon Auman                         | 518         | 2017年9月22日  | 2019年7月7日  |
| 116       | 12   | 19       | 不毛の荒野にて                        | "The Impossible Desert"        | Peter Di Cicco                        | 519         | 2017年9月22日  | 2019年9月14日 |
| 117       | 13   | 20（終） | 再会                                  | "Carmageddon!"                 | Gavin Hignight                        | 520         | 2017年9月22日  | 2019年9月14日 |
| 118       | 14   | 6        | サヴァンティ・ロメロの呪い            | "The Curse of Savanti Romero"  | Peter Di Cicco                        | 506         | 2017年9月27日  | 2019年5月26日 |
| 119       | 15   | 7        | ドラキュラの地下墓地                  | "The Crypt of Dracula"         | John Shirley                          | 507         | 2017年9月27日  | 2019年6月2日  |
| 120       | 16   | 8        | フランケンシュタインの実験            | "The Frankenstein Experiment"  | Brandon Auman                         | 508         | 2017年10月4日  | 2019年6月2日  |
| 121       | 17   | 9        | モンスターとの決戦                    | "Monsters Among Us"            | Kevin Burke & Chris "Doc" Wyatt       | 509         | 2017年10月11日 | 2019年6月9日  |
| 122       | 18   | 12       | ビーバップとロックステディ            | "Wanted: Bebop & Rocksteady"   | Peter Di Cicco                        | 512         | 2017年11月12日 | 2019年6月16日 |
| 123       | 19   | 13       | フット軍団再び!                       | "The Foot Walks Again!"        | Mark Henry                            | 513         | 2017年11月12日 | 2019年6月23日 |
| 124（終） | 20   | 14       | 正義の味方 ビーバップとロックステディ | "The Big Blowout"              | Jed MacKay                            | 514         | 2017年11月12日 | 2019年6月23日 |

## ゲーム
本作を基にしたiOS・Android・Kindle Fire向けゲーム『Teenage Mutant Ninja Turtles Legends』（Android版タイトル: Ninja Turtles Legends）が、2016年から配信された。開発・配信はLudiaが行っており、基本プレイ無料である。このゲームは、最大5人のパーティーを組んで全7章のチャプターを攻略するRPGであり、オートプレイも可能である。また、プレイヤーレベルが一定値に達すると、「トーナメント」や「チャレンジ」といったモードが開放される。

## 評価
シリーズの初回放送はアメリカ合衆国にて390万人が視聴した。
IGNは本作を肯定的に評価しており、大半のエピソードがエディターズ・チョイス入りした。その中でも、シーズン2の最終回である "The Invasion" は最高点である10点満点が付けられた。IGN Japanの山田集佳は、本作について「戦闘シーンは立体的なカメラワークで描かれており、一見の価値がある」と評価している。
バラエティは「…強力な声優陣や、たくさんのユーモアと魂のこもったアクションによって、立派なまでに全力を尽くした。タートルズを次の世代へ導くのが最終目的なら - 」と評している。

### 受賞歴
| 受賞歴 | 受賞歴                                           | 受賞歴                                                                    | 受賞歴 | 受賞歴     | 受賞歴 |
| 年     | 賞                                               | 部門                                                                      | 対象 | 結果       |        |
| ------ | ------------------------------------------------ | ------------------------------------------------------------------------- | --- | ---------- | ------ |
| 2013   | 第40回クリエイティブアート・デイタイム・エミー賞 | アニメーション番組部門 (Outstanding Animated Program)                     | ティーンエイジ・ミュータント・ニンジャ・タートルズ                                                                  | ノミネート |        |
| 2013   | 第40回クリエイティブアート・デイタイム・エミー賞 | Outstanding Casting for an Animated Series or Special                     | Meredith Layne, Sarah Noonan, and Gene Vassilaros                                                                   | ノミネート |        |
| 2013   | 第40回クリエイティブアート・デイタイム・エミー賞 | アニメーション番組音響編集部門                                            | Jeff Shiffman, Otis Van Osten, Anna Adams, Gerry Gonzalez, Matt Hall, Roger Pallan, John Sanacore, and Alex Ullrich | ノミネート |        |
| 2014   | 第41回アニー賞                                   | Outstanding Achievement, Editorial in an Animated TV/Broadcast Production | Myra Lopez, Ana Adams, and Justin Baker                                                                             | ノミネート |        |
| 2014   | 2014年キッズ・チョイス・アワード                 | フェイバリットカートゥーン賞                                              | ティーンエイジ・ミュータント・ニンジャ・タートルズ                                                                  | ノミネート |        |
| 2014   | 2014年キッズ・チョイス・アワード (インドネシア)  | フェイバリットカートゥーン賞                                              | ティーンエイジ・ミュータント・ニンジャ・タートルズ                                                                  | ノミネート |        |
| 2014   | 第41回クリエイティブアート・デイタイム・エミー賞 | Outstanding Casting for an Animated Series or Special                     | Sarah Noonan, Gene Vassilaros, Meredith Layne                                                                       | 受賞       |        |
| 2014   | 第41回クリエイティブアート・デイタイム・エミー賞 | アニメーション番組音響部門                                                | ティーンエイジ・ミュータント・ニンジャ・タートルズ                                                                  | ノミネート |        |
| 2014   | 第66回プライムタイム・エミー賞                   | アニメーション部門 (1時間未満)                                            | マンハッタン計画（パート1） （原題："The Manhattan Project"）                                                       | ノミネート |        |
| 2014   | 2014 British Academy Children's Awards           | International                                                             | Alan Wan, Brandon Auman, Ciro Nieli                                                                                 | ノミネート |        |
| 2015   | 2014年全米製作者組合賞                           | Outstanding Children's Program                                            | ティーンエイジ・ミュータント・ニンジャ・タートルズ                                                                  | ノミネート |        |
| 2015   | 2015年キッズ・チョイス・アワード                 | Favorite Cartoon                                                          | ティーンエイジ・ミュータント・ニンジャ・タートルズ                                                                  | ノミネート |        |
| 2015   | 第42回クリエイティブアート・デイタイム・エミー賞 | Outstanding Casting for an Animated Series or Special                     | Meredith Layne, Sarah Noonan, and Gene Vassilaros                                                                   | 受賞 (tie) |        |
| 2015   | 第42回クリエイティブアート・デイタイム・エミー賞 | アニメーション番組音響部門                                                | Teenage Mutant Ninja Turtles                                                                                        | ノミネート |        |
| 2016   | 2015年全米製作者組合賞                           | Outstanding Children's Program                                            | ティーンエイジ・ミュータント・ニンジャ・タートルズ                                                                  | ノミネート |        |
| 2016   | 第43回クリエイティブアート・デイタイム・エミー賞 | Outstanding Casting for an Animated Series or Special                     | Meredith Layne, Sarah Noonan, and Gene Vassilaros                                                                   | ノミネート |        |
| 2016   | 第43回クリエイティブアート・デイタイム・エミー賞 | Outstanding Sound Mixing – Animation                                      | Justin Brinsfield, Matt Corey, Manny Grijalva, D.J. Lynch, Jeff Shiffman                                            | 受賞       |        |
| 2016   | 第43回クリエイティブアート・デイタイム・エミー賞 | Outstanding Sound Editing – Animation                                     | Jeff Shiffman, Jessey Drake, Anna Adams, Elliot Herman and Roger Pallan                                             | ノミネート |        |
| 2017   | 第44回アニー賞                                   | Best Animated Television/Broadcast Production For Children                | 次元を越えたタートルズ （原題："Trans-Dimensional Turtles"）                                                        | ノミネート |        |